# Globicornis picta
Globicornis picta is een keversoort uit de familie spektorren (Dermestidae). De wetenschappelijke naam van de soort werd in 1851 gepubliceerd door Küster.